# Oberreintalschrofen
Der Oberreintalschrofen ist ein 2523 m hoher Berg im Wettersteingebirge, Ostalpen. Er befindet sich südlich oberhalb von Garmisch-Partenkirchen genau auf der Staatsgrenze zwischen Deutschland und Österreich und ist ein Gipfel des west-östlich verlaufenden Teufelsgrats.
Die Erstersteigung fand am 26. August 1871 durch den Freiherrn Hermann von Barth statt.

## Stützpunkte
- südlich: Von der Wangalm (1751 m) im Scharnitztal
- nördlich: Von der Oberreintalhütte (1532 m) im Oberreintalkar

## Leichteste Route
Von der Wangalm im Süden aus durch das Scharnitztal, über die Obere Reintalscharte in zweieinhalb Stunden, laut Literatur mit leichter Kletterei im Schwierigkeitsgrad UIAA II zum Gipfel. Darüber hinaus bietet der Oberreintalschrofen viele Kletterrouten in den Schwierigkeitsgraden UIAA III bis VIII.